# 科隆區 (巴拿馬)

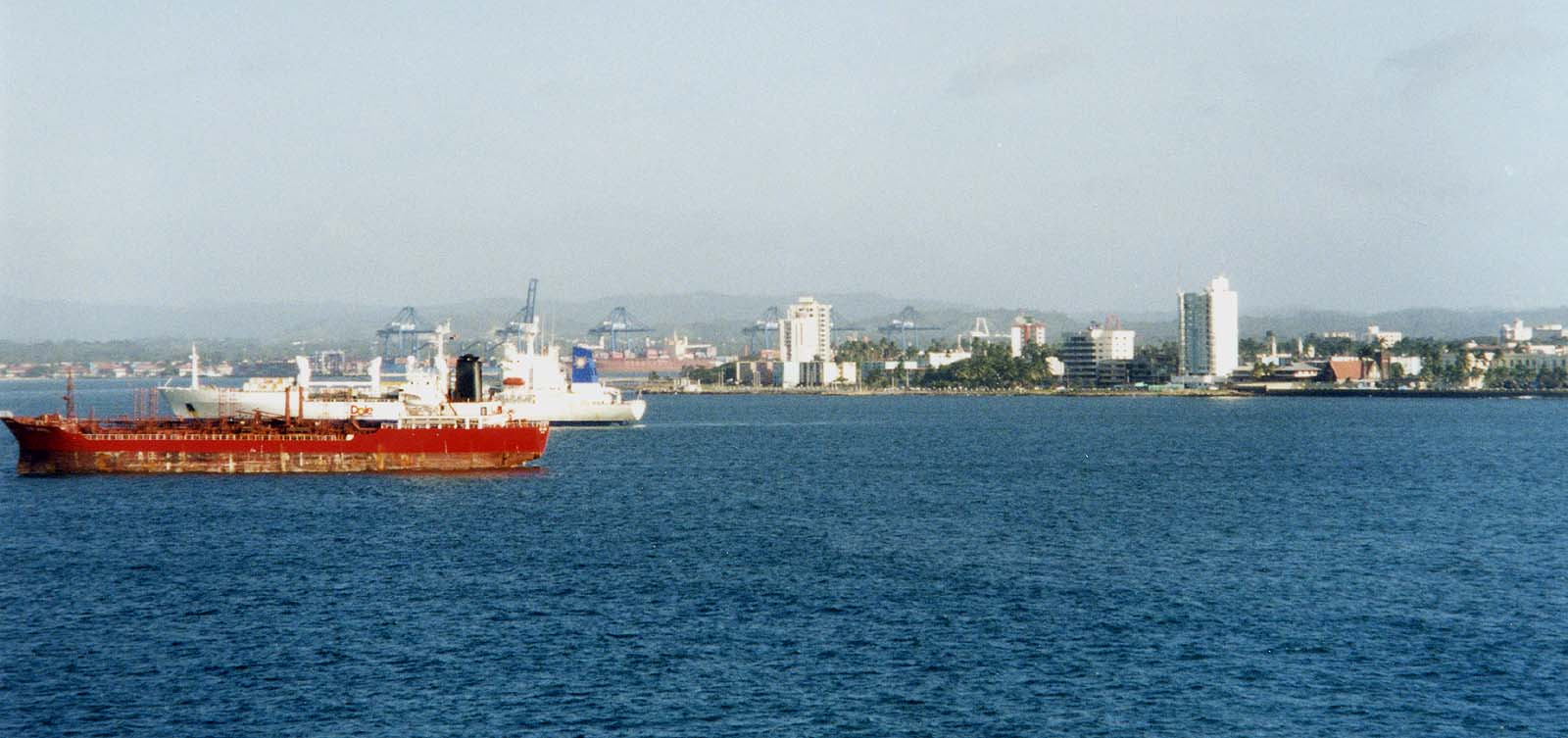

科隆區（西班牙語：Distrito de Colón），是巴拿馬的一個行政區，位於該國中部，由科隆省負責管轄，始建於1850年，面積1,179.9平方公里，2010年人口206,553，人口密度每平方公里175.06人。
9°20′N 79°54′W / 9.333°N 79.900°W